# 伍輔祥
伍辅祥（1810年—1883年），字翰屏，四川綦江县人。清朝政治人物。

## 生平
道光十五年（1835年）进士，授工部主事，升郎中。咸丰三年（1853年）迁陕西道监察御史，巡视东城，擢吏科给事中。任內請革四川盐政积弊，勘定巴、黔疆界，并弹劾贪官，清理庶狱。晚年回乡，先后主泸州、綦江两地书院。

## 著作
有《玉屏山堂文稿》、《玉屏诗钞》。

## 家族

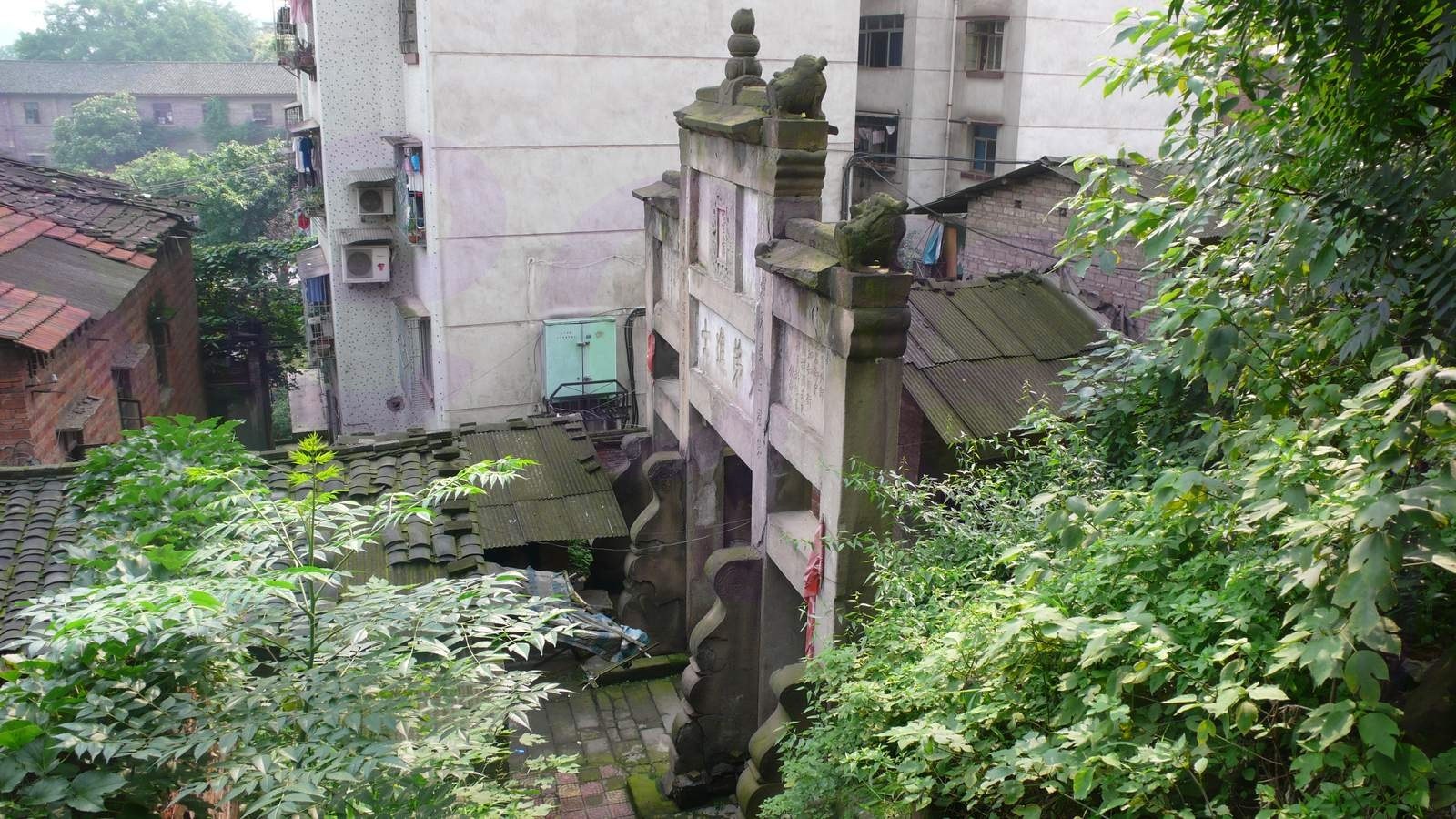
綦江縣文龍兄弟進士牌坊

伍輔祥出身綦江伍氏，父伍绍曾。其家清代科名繁盛，道光年间，伍辅祥与兄濬祥、弟奎祥在十二年間相繼中進士。有“古南三鳳”之譽。綦江縣有“文龍兄弟”牌坊，至今尚存。